# حساسیت به نور
حساسیت به نور به میزان واکنش شیء به دریافت فوتون خصوصاً نور مرئی می‌گویند. در پزشکی، این اصطلاح برای واکنش غیرطبیعی پوست همچون آفتاب‌زدگی به نور به کار می‌رود. سلول‌های گانگلیونی حساس به نور در چشم پستانداران نوع دیگری از حسگرهای نور هستند و با سلولهای گیرنده نوری متفاوتند.

## الکترونیک

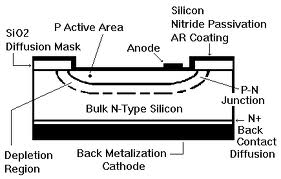
ساختار فوتو-دیود

دستگاه‌های الکترونیکی خاصی همچون فوتودیود و دستگاه‌های شارژر سر خود، به عنوان حسگرهای نور شناخته می‌شوند. هنگامی که نور به سطح این قطعات برخورد می‌کند جریان در جهت خاصی متناسب با شدت و طول موج نور جاری می‌شود، یا افزایش یا کاهش می‌یابد. این خاصیت در دستگاه‌های مختلفی استفاده می‌شود. مثلاً مقاومت نوری در معابر می‌تواند لامپ‌ها را در تاریکی هوا روشن کند. دوربین‌های دیجیتال از ماتریس‌های فوتودیود که شدیداً به نور حساس هستند و با دقت بالایی جریان را تغییر می‌دهند. جریان عبوری سپس اندازه‌گیری شده و به صورت باینری ذخیره می‌شود و بر روی صفحه‌نمایش کامپیوتر یا یک دستگاه دیگر نمایش می‌دهد.

## در شیمی
مواد شیمیایی حساس به نور ممکن است در معرض نور واکنش شیمیایی دهند. این مواد شیمیایی همچون پراکسید هیدروژن و برخی داروهای تجویزی در ظرف کدر و رنگی نگهداری می‌شوند.
دستگاه‌های حساس به نور همچون شبکیه چشم انسان و فیلم عکاسی، مواد حساس به نورشان می‌تواند تحت تأثیر واکنش شیمیایی قرار گیرد. از فیلم‌های خشک حساس به نور براس ساخت بردهای مدار نیز استفاده می‌شود.